# آرسنیک پنتاسولفید

ساختار لوویس آرسنیک پنتاسولفید

آرسنیک پنتاسولفید (به انگلیسی: Arsenic pentasulfide) یک ترکیب شیمیایی با شناسه پاب‌کم ۳۳۷۱۵۳۳ است. شکل ظاهری این ترکیب، بلورهای نارنجی تیره است.